# Toužetín
Obec Toužetín se nachází v okrese Louny v Ústeckém kraji. Žije v ní 264 obyvatel.

## Název
Název vesnice je odvozen z osobního jména Túžata ve významu Toužatův dvůr. V historických pramenech se jméno objevuje ve tvarech: Tusetin (okolo roku 1227), de Tuzetyna (1316), de Tauzetin (1359), v Túžetíně (1414), in Tauzetinie (1489) a „na Toužetíně“ (1522).

## Historie
První písemná zmínka o vesnici pochází z doby okolo roku 1227.

## Obyvatelstvo
| Obec Toužetín                                                    | Obec Toužetín | Obec Toužetín | Obec Toužetín | Obec Toužetín | Obec Toužetín | Obec Toužetín | Obec Toužetín | Obec Toužetín | Obec Toužetín | Obec Toužetín | Obec Toužetín | Obec Toužetín | Obec Toužetín | Obec Toužetín |
|                                                                  | 1869          | 1880          | 1890          | 1900          | 1910          | 1921          | 1930          | 1950          | 1961          | 1970          | 1980          | 1991          | 2001          | 2011          |
| ---------------------------------------------------------------- | ------------- | ------------- | ------------- | ------------- | ------------- | ------------- | ------------- | ------------- | ------------- | ------------- | ------------- | ------------- | ------------- | ------------- |
| Obyvatelé                                                        | 730           | 815           | 896           | 848           | 880           | 781           | 726           | 506           | 465           | 391           | 344           | 276           | 279           | 271           |
| Místní část Toužetín                                             |               |               |               |               |               |               |               |               |               |               |               |               |               |               |
| Obyvatelé                                                        | 297           | 342           | 409           | 400           | 402           | 372           | 343           | 239           | 199           | 169           | 133           | 117           | 136           | 131           |
| Domy                                                             | 38            | 43            | 51            | 50            | 50            | 52            | 76            | 72            | 142           | 60            | 48            | 49            | 63            | 64            |
| Data z roku 1961 zahrnují i domy z místních částí Donín a Sulec. |               |               |               |               |               |               |               |               |               |               |               |               |               |               |

## Části obce
- Toužetín
- Donín
- Sulec

## Pamětihodnosti
- Pomník Karla Aksamita na návsi
- Zámek Toužetín

## Galerie

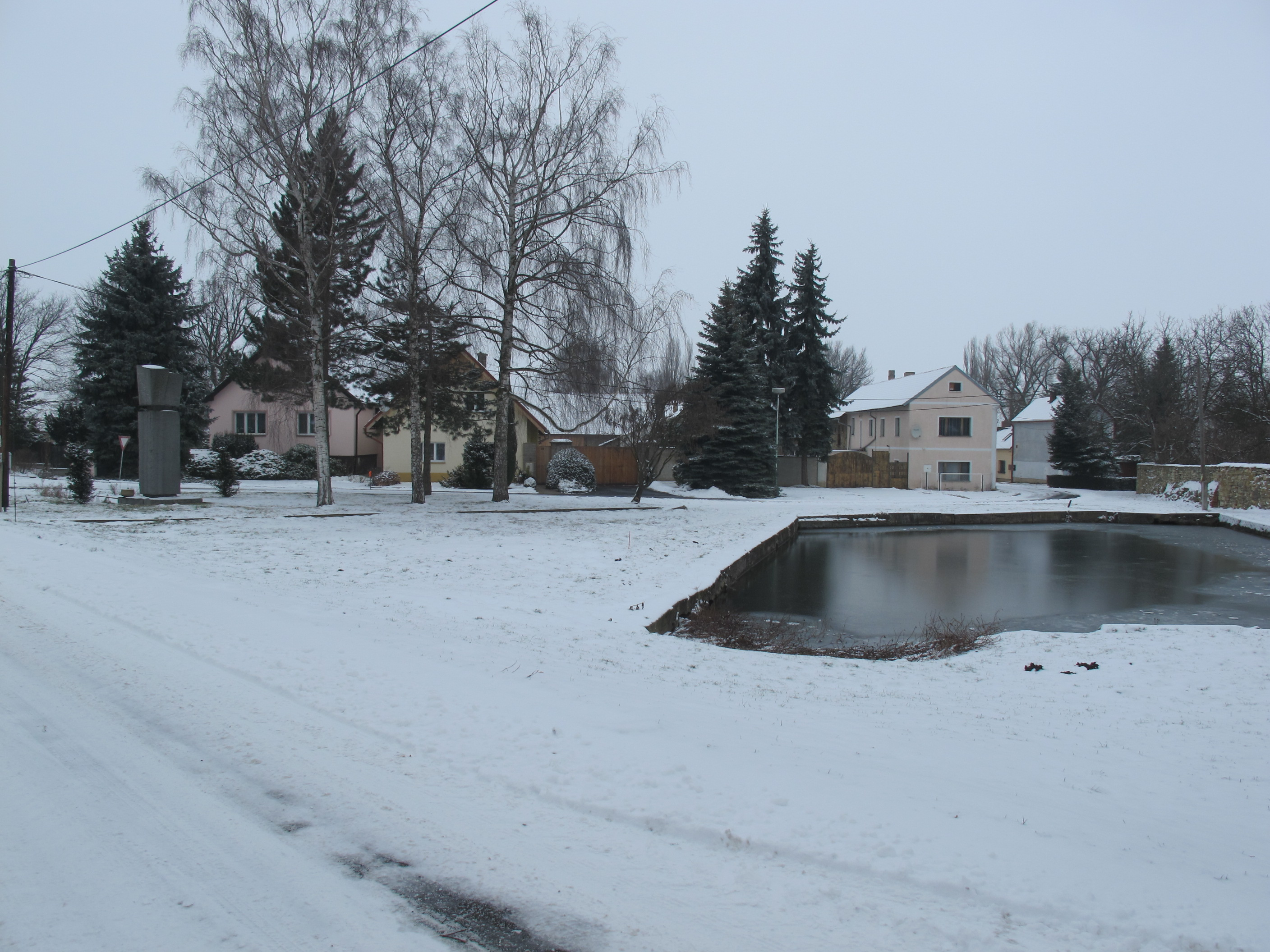
Náves
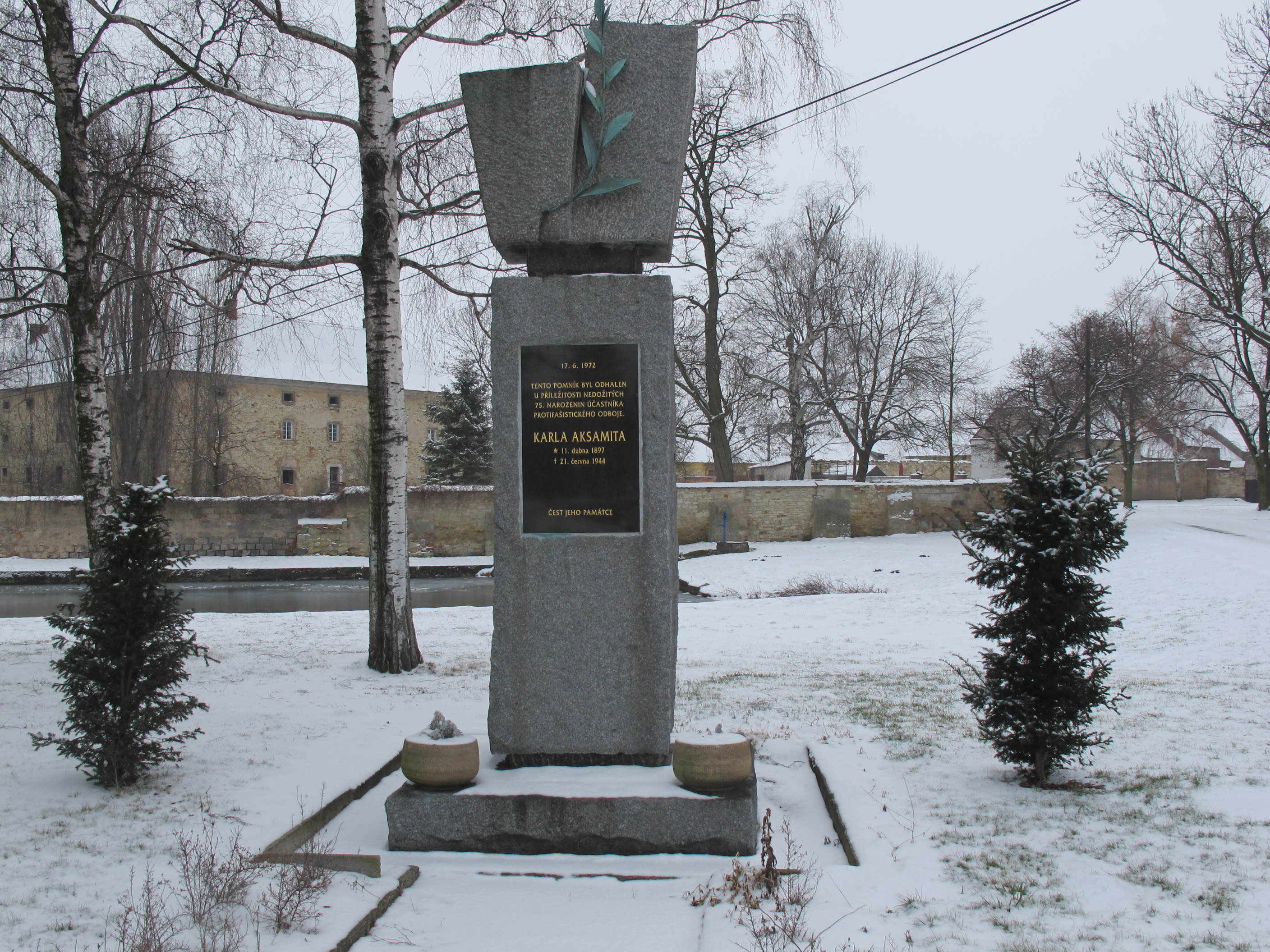
Památník Karla Aksamita
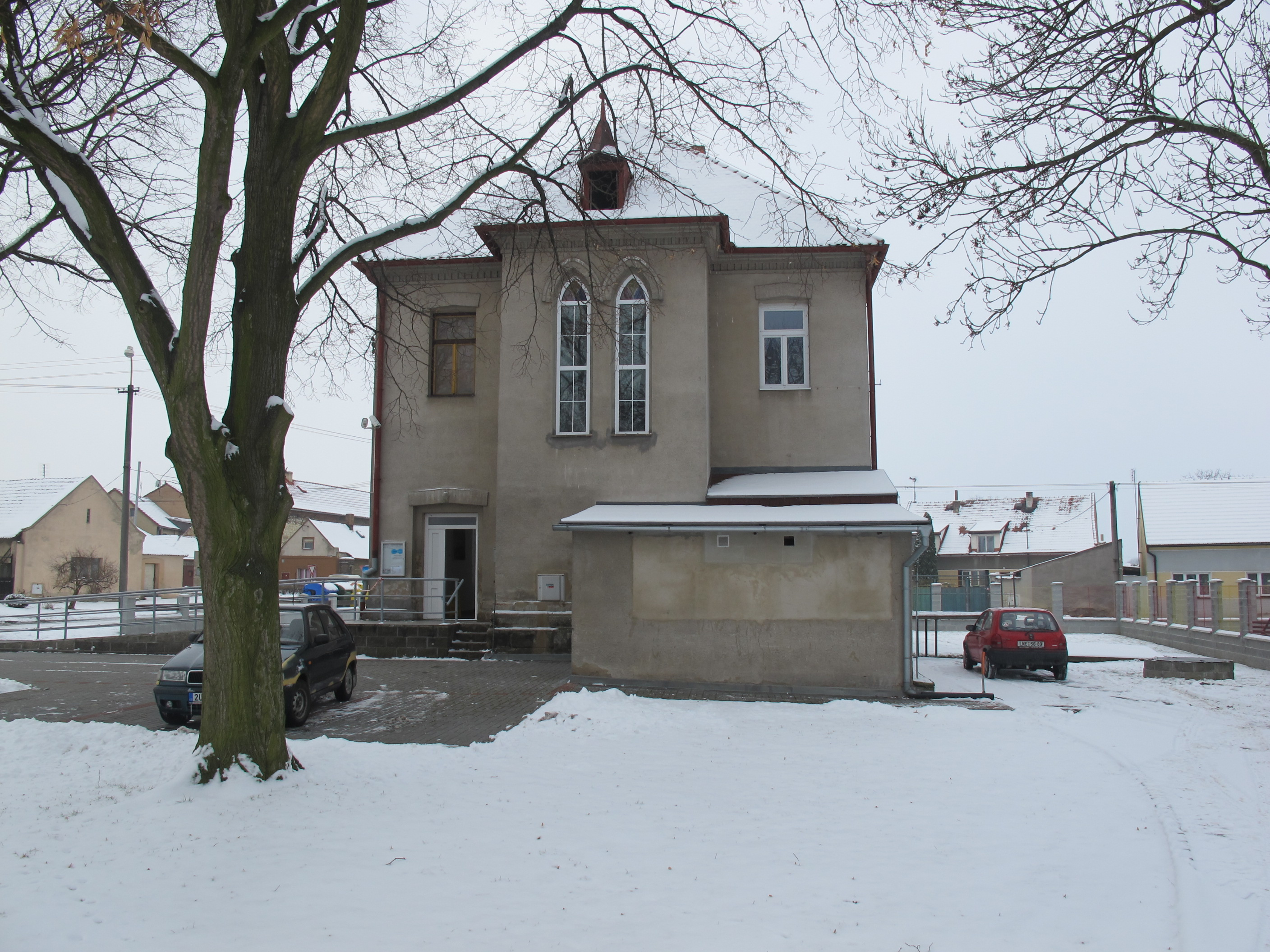
Obecní úřad
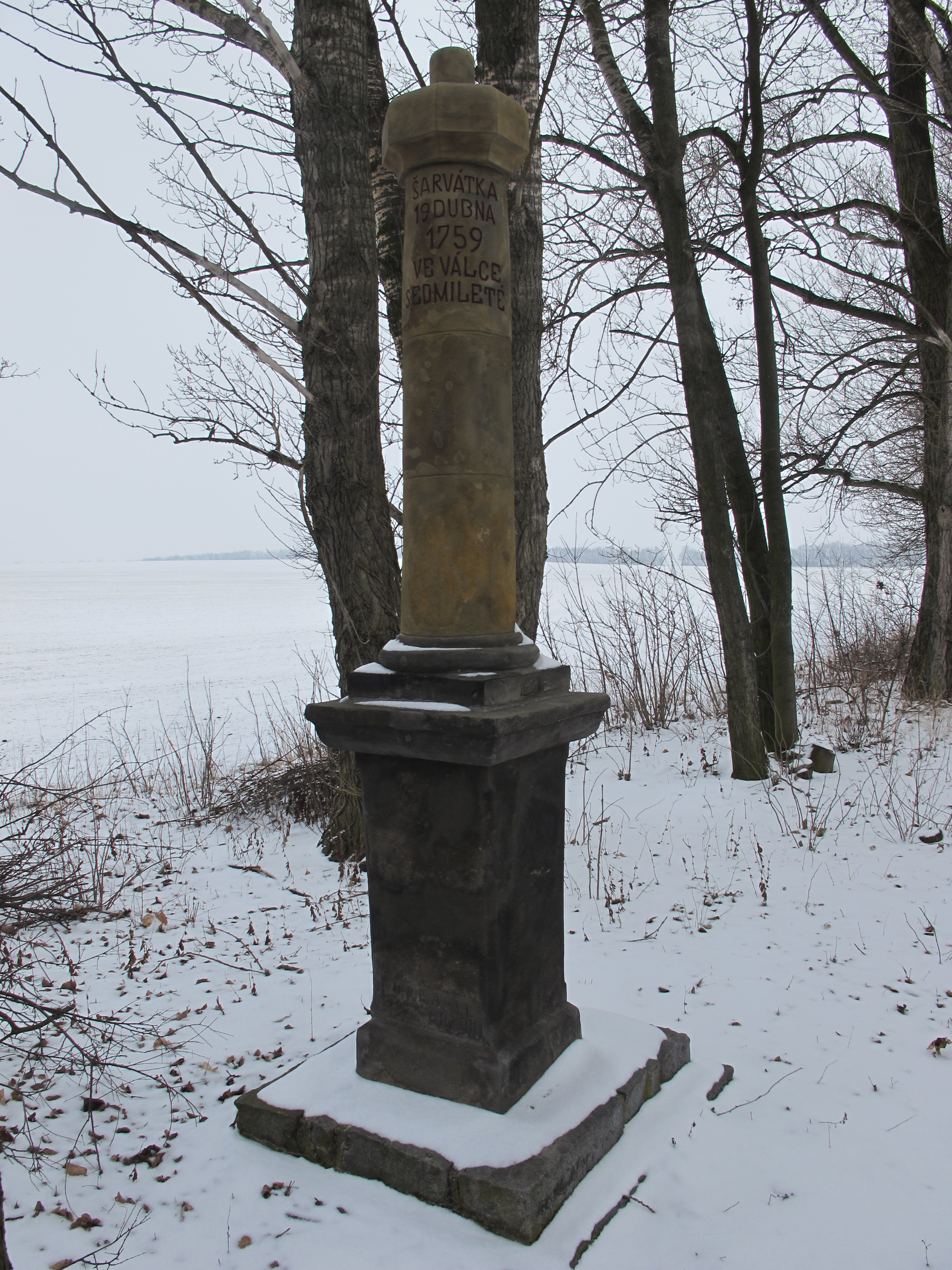
Pomník střetnutí u Toužetína v sedmileté válce roku 1759